# 1-es busz (Tata)

A tatai 1-es jelzésű autóbusz a Vasútállomás és a Fellner Jakab utca között közlekedik. A nyári tanszünetben módosított menetrenddel közlekedik. A viszonylatot a MÁV Személyszállítási Zrt. üzemelteti.

## Története
Amikor a KNYKK Zrt. volt az üzemeltető, már akkor is ezen az útvonalon közlekedett a járat. Ezt igazolja a legutóbbi KNYKK-s menetrend módosítás, ami 2017. december 10.-étől volt érvényes.

## Útvonala
| Fellner Jakab utca felé | Vasútállomás felé |
| --- | --- |
| Vasútállomás – Gesztenye fasor – Bacsó Béla utca – Almási utca – Május 1. út – Komáromi utca – Kossuth tér – Kocsi utca – Fellner Jakab utca – Fellner Jakab utca | Fellner Jakab utca – Fellner Jakab utca – Kocsi utca – Kossuth tér – Komáromi utca – Május 1. út – Somogyi Béla utca – Bacsó Béla utca – Gesztenye fasor – Vasútállomás |

## Megállóhelyei
Az átszállási kapcsolatoknál a 2025 június 21-étől augusztus 31-ig érvényes nyári menetrend szerint vannak feltüntetve.
| 1 (Vasútállomás – Fellner Jakab utca) | 1 (Vasútállomás – Fellner Jakab utca) | 1 (Vasútállomás – Fellner Jakab utca) | 1 (Vasútállomás – Fellner Jakab utca) | 1 (Vasútállomás – Fellner Jakab utca) | 1 (Vasútállomás – Fellner Jakab utca) | 1 (Vasútállomás – Fellner Jakab utca) | 1 (Vasútállomás – Fellner Jakab utca) | 1 (Vasútállomás – Fellner Jakab utca) | 1 (Vasútállomás – Fellner Jakab utca) | 1 (Vasútállomás – Fellner Jakab utca) |
| Perc (↓)                              | Perc (↓)                              | Perc (↓)                              | Perc (↓)                              | Perc (↓)                              | Megállóhely                           | Perc (↑)                              | Perc (↑)                              | Perc (↑)                              | Perc (↑)                              | Átszállási kapcsolatok |
| A                                     | B                                     | C                                     | D                                     | E                                     | Megállóhely                           | A                                     | B                                     | C                                     | D                                     | Átszállási kapcsolatok |
| ------------------------------------- | ------------------------------------- | ------------------------------------- | ------------------------------------- | ------------------------------------- | ------------------------------------- | ------------------------------------- | ------------------------------------- | ------------------------------------- | ------------------------------------- | --- |
| 0                                     | 0                                     | 0                                     | 0                                     | 0                                     | Vasútállomás Végállomás               | 10                                    | 12                                    | 14                                    | 17                                    | 1M, 1R, 1T, 2G, 9, 9M 8462, 8706 S10 G10 IC, gyorsvonat, expresszvonat |
| 1                                     | 1                                     | 1                                     | 2                                     | 2                                     | Vasútállomás bejárati út              | 8                                     | 10                                    | 12                                    | 15                                    | 1M, 1R, 1T, 9, 9M 804, 814, 8462, 8467, 8479, 8700, 8706 1824 |
| 2                                     | 2                                     | 2                                     | 4                                     | 4                                     | Bezerédi utca                         | 7                                     | 9                                     | 11                                    | 13                                    | 1M, 1R, 1T, 9, 9M 8462, 8706 |
| ∫                                     | ∫                                     | ∫                                     | ∫                                     | ∫                                     | Somogyi Béla út                       | 6                                     | 8                                     | 10                                    | 12                                    | 1M, 1R, 1T, 7, 7A, 8, 9, 9M |
| 3                                     | 3                                     | 3                                     | 5                                     | 5                                     | Almási út                             | ∫                                     | ∫                                     | ∫                                     | ∫                                     | 1M, 1R, 1T, 7, 7A, 8, 9, 9M |
| 4                                     | 5                                     | 5                                     | 7                                     | 7                                     | Városközpont                          | 5                                     | 6                                     | 9                                     | 11                                    | 1M, 1R, 1T, 2G, 5, 5A, 5AF, 5FA, 5T, 7, 7A, 8, 9, 9M 804, 814, 8400, 8406, 8462, 8463, 8465, 8466, 8467, 8472, 8700, 8706, 8716 1824, 1841 |
| 5                                     | 6                                     | 7                                     | 7                                     | 7                                     | Autóbusz-állomás (Május 1. út)        | 4                                     | 5                                     | 7                                     | 8                                     | Helyben: 1M, 1R, 1T, 2G, 5, 5AF, 5FA, 5T, 7, 7A, 8, 9, 9M Autóbusz-állomáson: 3, 5A, 5AF, 5FA 804, 814, 8400, 8402, 8406, 8462, 8463, 8465, 8466, 8467, 8472, 8479, 8574, 8587, 8594, 8700, 8706, 8716, 8726, 8727, 8736, 8740 1824, 1841, 1850 |
| 6                                     | 7                                     | 9                                     | 12                                    | 13                                    | Május 1. út                           | 3                                     | 4                                     | 5                                     | 5                                     | 1M, 1R, 1T, 2G, 5, 5AF, 5FA, 5T, 7, 8, 9, 9M 8465, 8466, 8479, 8726, 8727 |
| 7                                     | 9                                     | 11                                    | 13                                    | 15                                    | Kossuth tér                           | 3                                     | 3                                     | 4                                     | 4                                     | 1M, 1R, 1T, 2G, 5, 5AF, 5FA, 5T, 7, 8, 9, 9M 8402, 8472, 8574, 8587, 8594, 8736, 8740 1850 |
| 8                                     | 10                                    | 12                                    | 14                                    | 16                                    | Környei út                            | 1                                     | 1                                     | 2                                     | 2                                     | 1M, 1R, 1T, 2G, 5, 5AF, 5FA, 5T, 7, 8, 9, 9M 8402, 8472, 8574, 8587, 8594, 8736, 8740 1850 |
| 10                                    | 12                                    | 14                                    | 16                                    | 18                                    | Fellner Jakab utca Végállomás         | 0                                     | 0                                     | 0                                     | 0                                     | 1M, 1R, 1T, 2G, 5, 5AF, 5FA, 5T, 7, 8, 9, 9M |

## Külső hivatkozások
- Vonalhálózati térképek. Volánbusz. (Hozzáférés: 2024. június 27.)
- Vonalhálózati térképek. MÁV-csoport. (Hozzáférés: 2025. január 27.)